# ゴッゴル
ゴッゴルは、2004年にSEO-Associationが開催したGoogleを対象とする検索エンジン最適化の腕を競い合うコンテスト（SEOコンテスト）で、初回のテーマとして造られた造語。

## 概要
コンテストの主催者によれば、「ゴッゴル」は検索ユーザに迷惑をかけないように、Googleで検索してもヒットしない言葉として選ばれた意味のない言葉である（ただし書籍『ネットの中心でゴッゴルと叫ぶ?』によると、Google以外の検索サイトではそれ以前から「ゴッゴル」がヒットする例が確認されている）。

## 関連書籍
- 井口稔・Su‐Jine『ネットの中心でゴッゴルと叫ぶ?』（2005/05、秀和システム） ISBN 4798010766